# Cryptopygus axayacatl
Cryptopygus axayacatl är en urinsektsart som beskrevs av Ramón A. Palacios och ?E. Thibaud 200. Cryptopygus axayacatl ingår i släktet Cryptopygus och familjen Isotomidae. Inga underarter finns listade i Catalogue of Life.